# Воеводин, Алексей Михайлович
Алексе́й Миха́йлович Воево́дин (8 декабря 1984 года, Ленинград, СССР) — один из лидеров неонацистской «Боевой террористической организации (БТО)» Воеводина — Боровикова, состоящей приблизительно из 13 человек, обвиняемых в 13 преступлениях экстремистской направленности, на расовой почве; организатор убийства 8-летней девочки Хуршеды Султоновой в 2004 году. Осуждён на пожизненное лишение свободы, содержится в исправительной колонии особого режима ИК-18 в Ямало-Ненецком автономном округе, более известной как «Полярная сова».

## Судимости
Осуждён условно за совершение грабежей. 14 декабря 2005 года осуждён за участие в экстремистском сообществе «Mad Crowd», в котором являлся идеологическим лидером. Известен в движении расистов России как СвР (аббревиатура «Сделано в России»).
Отбывает пожизненное заключение без права на условно-досрочное освобождение в ИК «Полярная сова».

## Деятельность
Банда, возглавляемая Боровиковым и Воеводиным, действовала в Петербурге с 2003 по 2006 год. Сформировалась после того, как правоохранительными органами были ликвидированы две другие экстремистские группировки — Mad Crowd и «Шульц-88». Тогда лидеры Mad Crowd Дмитрий Боровиков и Алексей Воеводин, сумевшие скрыться от следствия, собрали единомышленников, по большей части из членов вышеупомянутых неонацистских организаций. Отличительным её признаком было то, что она действовала по новым правилам. Если до сих пор члены банд скинхедов выделялись из толпы внешним видом и нацистской атрибутикой, то на этот раз Боровиков категорически запретил брить головы, носить «гады», одежду и символику, которые помогли бы опознать приверженца неонацизма. В итоге ни Боровиков, ни Воеводин, ни их подчинённые по внешнему виду ничем не отличались от обычных обывателей. Деньги на экстремистские акции добывались разбоями и грабежами (среди эпизодов этого уголовного дела упоминались факты ограблений нескольких почтовых отделений).
Всего членам группы инкриминировалось 13 эпизодов, предусмотренных статьями 209 (бандитизм), 105 (убийство), 282 (разжигание национальной розни) и 222 (незаконный оборот огнестрельного оружия) УК РФ: на вооружении банды находилось огнестрельное оружие, в том числе карабины, обрезы винтовок, пистолеты ТТ, помповое ружьё, взрывчатые вещества, охотничьи ножи.

## Арест и осуждение
Воеводин был арестован после убийства сенегальца Лампсара Самбы 7 апреля 2006 года. Рядом с телом убитого на 5-й Красноармейской улице преступники бросили помповое ружьё ТОЗ-194-01, разукрашенное свастиками и надписями националистического характера. Следствие выяснило, что в настоящий момент это ружьё должно находиться у Дмитрия Боровикова. При задержании Боровиков был убит, Воеводина взяли живым. Признал ответственность практически за все нераскрытые уголовные дела экстремистской направленности.
Члены банды пытались всячески затягивать судебный процесс и оказать давление на присяжных. Так, на очередном заседании по делу БТО 4 мая Воеводин пытался совершить демонстративную попытку самоубийства прямо в зале суда: встал, повернулся лицом к присяжным, крикнул, что ему «всё равно на пожизненный», поднял руку к горлу и начал его пилить. Однако эта попытка была пресечена сотрудниками милиции. Оказывая помощь неудавшемуся самоубийце, врачи заверили суд, что он использовал что-то вроде резца для вскрытия ампул и, кроме царапин, этот инструмент особого вреда подсудимому не причинил. Тем не менее заседание пришлось отложить, поскольку Воеводин отказался возвращаться в зал. Судья перенёс слушания на 7 июня, предупредив, что после очередного отказа прийти на судебное следствие Воеводина приведут силой.
14 июня 2011 года Воеводин был признан виновным в нападениях и в убийствах приезжих и приговорён к пожизненному лишению свободы. В июне 2012 года был этапирован в Кресты по обвинению ещё в одном убийстве.
В письмах на националистических сайтах не раз утверждал, что некоторых участников банды так и не установили.
Является автором текста «Моя война», который внесён в Федеральный список экстремистских материалов. Текст посвящён Дмитрию Боровикову «Кислому».

## В заключении
Осуждённый на пожизненное лишение свободы Воеводин содержится в исправительной колонии особого режима ИК-18 в Ямало-Ненецком автономном округе, более известной как «Полярная сова». 13 сентября 2016 года 31-летний Воеводин руками и ногами до смерти забил 46-летнего сокамерника. Некоторое время Воеводин сидел в одной камере с петербургским серийным убийцей Дмитрием Вороненко, которого избил из-за того, что «он был похож на выходца со Средней Азии». В октябре 2021 года в суде Ямало-Ненецкого автономного округа начался процесс в отношении Воеводина, Александра Агеева (киллер из банды «Тверские волки») и оперативника «Полярной совы» Игоря Нестеренко. Их дело рассматривают с участием присяжных. Пожизненно заключённые Воеводин и Агеев обвиняются в убийстве сокамерника с особой жестокостью, нанесении тяжких телесных повреждений и истязаниях. А Нестеренко вменяют превышение должностных полномочий и организацию истязаний осуждённых. По итогам судебного разбирательства Агеев и Воеводин были вновь приговорены к пожизненному лишению свободы, а Нестеренко полностью оправдан.
Воеводин пытался отсудить у прокуратуры 88 тыс. рублей, потому что сотрудники ведомства не разъяснили порядок обжалования вынесенного решения, в связи с чем он «испытал тоску и безысходность». 

### Иск против «Почты России»
Через суд Воеводин потребовал от «Почты России» компенсировать неспешную доставку письма от жены. На сайте «Почты России» можно рассчитать примерный срок доставки обычного письма: для маршрута из Санкт-Петербурга в ЯНАО он составляет шесть дней. Отправленный 20 октября конверт добрался до адресата через одиннадцать дней. Следствием стали «страдания, страх за самочувствие супруги и моральный вред». Всё это Воеводин оценил в 55 тысяч рублей, которые потребовал от «Почты России». Претензия, поданная в адрес компании в феврале 2021 года, ровно через месяц вернулась с резолюцией «не подлежит рассмотрению». Но несмотря на вердикт, ему всё же решили выплатить 3000 рублей — 2000 рублей компенсации и 1000 рублей штрафа за задержку.